# Jürgen Haas
Jürgen Haas (* 1964 in Münsingen) ist ein deutscher Regisseur und Professor. Nach seinem Studium an der Staatlichen Akademie der Bildenden Künste Stuttgart arbeitete er als freier Regisseur und Animator. Seine bekanntesten Arbeiten aus dieser Zeit sind das Musikvideo Esperanto für die deutsche Gruppe Freundeskreis, sowie Der Regenschirm, Wetter-Trailer (1998–2003) für das heute-journal. Als Animation Director wirkte er zudem 2001 unter der Regie von Zoran Bihać an der Videoproduktion zum Rammstein-Song Links 2-3-4 mit.
1999 bis 2014 arbeitete Jürgen Haas eng mit der Stuttgarter Medienagentur jangled nerves zusammen, mit der er für viele Museen didaktische Medien gestaltete. Von 1997 bis 2005 lehrte Jürgen Haas an der Bauhaus-Universität in Weimar. 2005 folgte er einem Ruf er als Dozent an die Hochschule Luzern – Design & Kunst, ab 2009 leitete er den Vertiefungsgang 3D der dortigen Animationsklasse und erhielt 2010 den Professorentitel. Seit März 2014 ist Jürgen Haas Leiter der Studienrichtung Bachelor Animation in Nachfolge von François Chalet.

## Arbeiten
Auswahl
- 1997–2008: 12 Kurze Filme für Die Sendung mit der Maus
- seit 2006: über 30 Kurze Filme für die Fernsehsendung Löwenzahn
- 2008: Deutsches Uhrenmuseum Glashütte: Präzision der Einzelteile
- 2008: Porsche-Museum in Stuttgart: Wie entsteht ein Porsche
- 2010: Rautenstrauch-Joest-Museum in Köln: Mediengestaltung
- 2013: paläon in Schöningen: Mediengestaltung
- 2014: Lascaux IV: Medienkonzeption